# Interes narodowy
Interes narodowy to ogólne, długookresowe i kontynuowane cele funkcjonalne w stosunku do celu ostatecznego, któremu służy państwo, naród i władza.
- z punktu widzenia obiektywnego – konieczny element systemu wartości narodowej, trwały i żywotny dla zaspokojenia potrzeb narodu,
- z punktu widzenia subiektywnego – element zmienny, zależnych od okoliczności zewnętrznych i wewnętrznych.